# (762) Pulcova
(762) Pulcova est un astéroïde de la ceinture principale découvert par G. N. Neujmin le 3 septembre 1913.

## Satellite
En 2000, un compagnon mesurant 15 kilomètres de diamètre a été découvert orbitant à 800 kilomètres de Pulcova. Sa désignation provisoire est S/2000 (762) 1.